# پنجم درست
پنجم درست فاصله‌ای در موسیقی است که از پنج نت تشکیل شده باشد و بین آنها سه پرده و یک نیم‌پرده (در مجموع ۷ نیم‌پرده) موجود باشد. به بیان دیگر، فاصلهٔ پنجمی که از ۷ نیم‌پرده تشکیل شده باشد را پنجم درست گویند. مانند فاصلهٔ بین دو تا سل؛ چرا که فاصلهٔ بین دو تا سل از پنج نت تشکیل شده (دو، ر، می، فا، سل) و این فاصله دارای ۷ نیم‌پرده است (دو -> دودیز -> ر -> ردیز -> می -> فا -> فادیز -> سل). براین اساس که هر نیم‌پرده برابر با ۱۰۰ سنت است، فضای بین دو نت ابتدایی و پایانی در یک فاصلهٔ پنجم درست، ۷۰۰ سنت می‌باشد.
پنجم افزوده و پنجم کاسته نیز فاصله‌های پنجم هستند با این تفاوت که از تعداد نیم‌پردهٔ متفاوتی تشکیل شده‌اند. پنجم افزوده دارای ۸ نیم‌پرده و پنجم کاسته دارای ۶ نیم‌پرده است.
فاصله‌های دیگری که با پسوند «درست» نامگذاری شده‌اند، یکم درست، چهارم درست و هشتم[درست] هستند. معکوس فاصلهٔ پنجم درست، چهارم درست است.

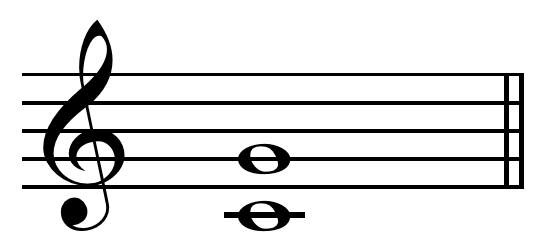
فاصلهٔ پنجم درست از نت‌ «دو» تا «سل»